# Малый удодовый жаворонок
Малый удодовый жаворонок (лат. Alaemon hamertoni) — вид воробьиных птиц из семейства жаворонковых. Выделяют три подвида. Эндемик Сомали. Видовое название присвоено в честь полковника А. Е. Хамертона (1873—1955).

## Описание
Малый удодовый жаворонок достигает длины от 18 до 20 см, из которых на хвост приходится от 6,75 до 7,45 см у самцов, а у самок — от 6,1 до 6,27 см. Половой диморфизм в окраске оперения не выражен. Верхняя часть тела от песочно-коричневого до серовато-коричневого цвета без отметин. Верхние кроющие перья хвоста светлого желтовато-коричневого цвета. Бровь короткая и светлая; кроющие ушей от серого до песочно-коричневого цвета. Подбородок и горло белые, с мелкими серыми крапинками на горле. Грудь кремово-белая, испещрена пятнами и коричневыми штрихами. Остальная нижняя часть тела от кремового до белого цвета. Хвост от коричневого до тёмно-коричневого цвета. Центральная пара рулевых перьев немного светлее остальных и имеет слегка красноватый оттенок. Все рулевые перья имеют узкую светлую кайму. Клюв тёмного рогового цвета. Радужная оболочка коричневая.

## Биология
Естественной средой обитания являются сухие травянистые сообщества субтропиков и тропиков. Образ жизни изучен недостаточно. Рацион, вероятно, в основном составляют насекомые. В кладке 2-3 яйца цвета слоновой кости и c пятнами красноватого и землистого цвета.

## Подвиды и распространение
Выделяют три подвида:
- Alaemon hamertoni alter Witherby, 1905 — север и северо-восток Сомали
- Alaemon hamertoni tertius Clarke, 1919 — северо-запад Сомали
- Alaemon hamertoni Witherby, 1905 — центр Сомали